# K. Aslihan Yener
K. Aslıhan Yener (souvent translittéré K. Aslihan Yener) est une archéologue et préhistorienne turco-américaine spécialisée en métallurgie ancienne, connue pour ses travaux sur les mines d'étain de l'Âge du bronze en Anatolie.

## Formation
K. Aslıhan Yener est née en 1946 à Istanbul de parents turcs. Sa famille a émigré aux États-Unis, à New Rochelle (État de New York), alors que Yener était âgée de six ans. En 1964, elle commence des études de chimie à l'université Adelphi de Garden City, à New York. Elle change cependant d'orientation après avoir visité son pays natal, entreprenant dès 1966 au Robert College d'Istanbul des études de sciences humaines et sociales. Après avoir obtenu son diplôme du Robert College en 1969, elle se spécialise en archéologie. En 1980, elle soutient une thèse de doctorat à l'université Columbia, à New York.

## Carrière
K. Aslıhan Yener a été professeur d'histoire à l'université du Bosphore de 1980 à 1988. Puis elle est devenue professeur d'archéologie anatolienne au département d'archéologie et d'histoire de l'art de l'université Koç, et dès 1993 professeur dans le département des langues et civilisations du Proche-Orient à l'université de Chicago, Oriental Institute.

## Travaux
La formation initiale de Yener en chimie a stimulé son intérêt pour la métallurgie ancienne. Elle a ainsi étudié l'exploitation de l'étain à l'Âge du bronze, notamment dans les monts Taurus, en Anatolie.

### Mine de Kestel
En collaboration avec la direction turque de recherches et d'études géologiques, Yener a découvert en 1986 dans le sud-est de la Turquie la mine de Kestel (en), comprenant quelque trois kilomètres d'anciens tunnels miniers, si étroits que l'on suppose que des enfants y ont été envoyés pour récupérer le minerai. Des tombes de petits enfants ont été découvertes sur le site, ce qui tend à confirmer cette hypothèse. La mine est datée de 2800 à 2000 av. J.-C. Yener y a dirigé des fouilles et ses études sur ce site ont permis d'en avoir une connaissance approfondie.

### Göltepe

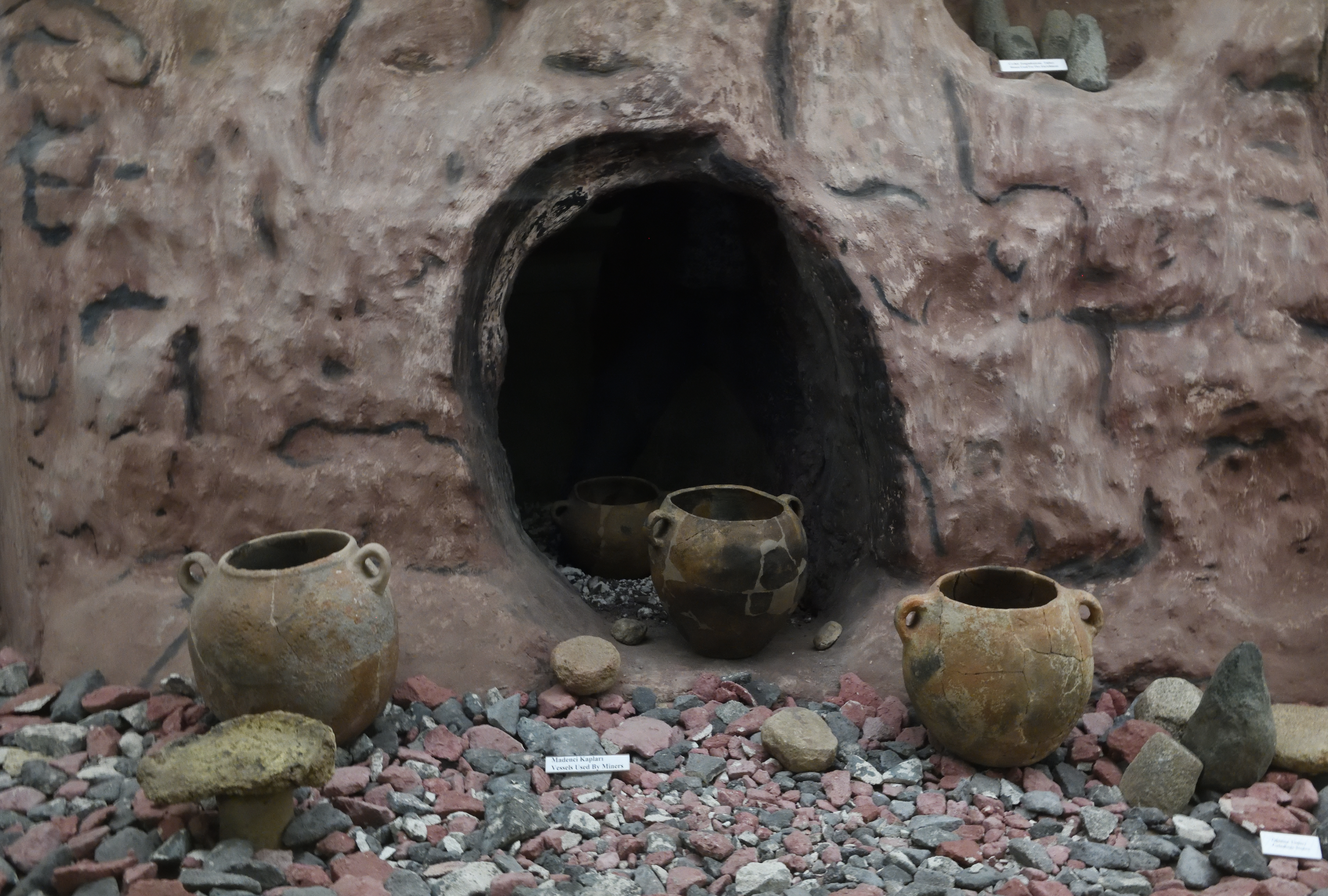
Reconstitution d'un atelier de Göltepe (musée archéologique de Niğde).

En 1989, à une distance de 2 km de la mine de Kestel (en), a été découvert le site métallurgique de Göltepe, daté du début de l'Âge du bronze. Yener et ses collaborateurs, qui ont fouillé les deux sites, ont établi entre eux d'étroites corrélations : les deux sites sont contemporains, et les deux étaient dévolus à l'exploitation de l'étain. Les outils en pierre mis au jour dans les deux sites sont semblables, de même que la composition des  morceaux d'hématite et des poudres de minerai trouvés dans l'un et l'autre sites archéologiques. Göltepe était un village d'ouvriers de 8 à 10 hectares, entouré d'un mur d'enceinte, qui a été occupé d'environ 3290 à 1840 av. J.-C., et qui abritait jusqu'à un millier de personnes. La production métallurgique a donné lieu à des échanges commerciaux qui se sont étendus jusqu'en Mésopotamie.

### Direction de campagnes de fouilles
K. A. Yener a dirigé de nombreuses fouilles en Turquie :
- Bolkardağ (1981-1986) ;
- les fouilles de Göltepe et Kestel dans la région de Niğde (1987-1996) ;
- les fouilles de Tell Kurdu à Antakya (1996-1999) :
- projets régionaux de la plaine d'Antioche, également appelée vallée de l'Amuq (dès 1995), notamment sur le site d'Alalakh, aujourd'hui appelé Tell Atchana, ancien (dès 2000).

## Publications
- Tell Atchana, Ancient Alalakh, volume 1, The 2003-2004 Excavation Seasons, Istanbul, Ege publications, 2009
- The Amuq Valley Regional Projects, volume 1, Surveys in the Plain of Antioch and Orontes Delta from the Years 1995-2002, Chicago, Oriental Institute Press, 2005
- New Perspectives in Hittite Archaeology, Papers in Memory of Hans G. Guterbock, Edited by K.A. Yener and H. Hoffner, Winona Lake, Eisenbrauns, 2002
- The Domestication of Metals: The Rise of Complex Metal Industries in Anatolia (c. 4500-2000 B.C.), Leiden, E.J. Brill, 2000 [5].